# Benoitinus elegans
Benoitinus elegans is een hooiwagen uit de familie Samoidae. De wetenschappelijke naam van Benoitinus elegans gaat terug op M. Rambla.